# Ali Salama
Ali Salama (ar. على سلامة, ur. 8 września 1987) – piłkarz libijski grający na pozycji lewego obrońcy. Od 2012 roku jest zawodnikiem klubu Olympique Béja.

## Kariera klubowa
Karierę piłkarską Salama rozpoczął w klubie Al-Ahly Benghazi. W 2008 roku zadebiutował w jego barwach w pierwszej lidze libijskiej. W sezonach 2008/2009 i 2009/2010 wywalczył z Al-Ahly dwa wicemistrzostwa Libii.
W 2012 roku Salama przeszedł do tunezyjskiego Olympique Béja.

## Kariera reprezentacyjna
W reprezentacji Libii Salama zadebiutował w 2010 roku. W 2012 roku został powołany do kadry na Puchar Narodów Afryki 2012.